# Cousinia korolkowii
Cousinia korolkowii là một loài thực vật có hoa trong họ Cúc. Loài này được Regel & Schmalh. mô tả khoa học đầu tiên.